# Hieracium eremnocephalum
Hieracium eremnocephalum là một loài thực vật có hoa trong họ Cúc. Loài này được Omang mô tả khoa học đầu tiên năm 1906.